# Seasons in the Sun
"Seasons in the Sun" là một hit của Terry Jacks vào năm 1974. Nó dựa trên bài Chanson Le Moribond („Người sắp chết") của ca sĩ người Bỉ Jacques Brel phát xuất từ năm 1961. Bài này đã được dịch sang tiếng Anh vào năm 1963.. Nhưng mãi đến khi ca sĩ người Canada trình bày thì bài này mới trở một hit nổi tiếng khắp thế giới. Nó trở thành hit số 1 vào năm 1974 tại Canada, Đức, Áo, Thụy Sĩ, Hoa Kỳ, Anh, Na Uy và Bỉ. Bài này của Terry Jacks là một số ít các bản nhạc đơn mà đã bán được trên 10 triệu lần trên khắp thế giới.

Nội dung bài hát là lời chia tay của một người sắp chết với thân nhân và bè bạn.

## Những khác biệt
Khác với bản Chanson nguyên thủy của Jacques Brel, lời của bài hát cũng như cách trình bày của Terry Jacks rõ ràng nhẹ nhàng và cảm động nhiều hơn. Trong bản gốc người hát từ biệt người bạn thân nhất, một người cha xứ làng, người tình của vợ mình và cuối cùng người vợ không chung thủy. Trong bản của Terry Jacks thì „Michelle" có lẽ là người bạn gái, mà đã có những ảnh hưởng tốt đến cuộc đời của người hát. Trong đoạn thứ hai thì người hát từ biệt và cáo lỗi với người cha, vì đã không làm được những gì ông mong muốn. Bài hát nhờ đó có âm hưởng giáo dục. Còn đoạn lập lại, trong khi bài của Jacques Brel sinh động, người hát kêu gọi mọi người hãy vui mừng và mở tiệc tùng khi ông chết, thì đoạn của Terry Jacks có âm hưởng lãng mạn u sầu.

## Những bản trình diễn khác
"Seasons in the Sun" sau đó cũng được trình diễn bởi nhiều người khác cùng thời, trong số đó có nhóm Mamas and Papas và Cat Stevens. Sau này được trình bày bởi ban nhạc Nirvana và Westlife.

Bản tiếng Việt có tựa là "Những mùa nắng đẹp" được dịch bởi nhạc sĩ Phạm Duy. Lời dịch rất sát nghĩa với bản tiếng Anh.